# Francia ai IX Giochi olimpici invernali
La Francia partecipò ai IX Giochi olimpici invernali, svoltisi a Innsbruck, Austria, dal 29 gennaio al 9 febbraio 1964, con una delegazione di 24 atleti impegnati in cinque discipline.

## Medagliere

### Per discipline
| Sport                 | Oro | Argento | Bronzo | Totale |
| --------------------- | --- | ------- | ------ | ------ |
| Sci alpino            | 3   | 3       | 0      | 6      |
| Pattinaggio di figura | 0   | 1       | 0      | 1      |
| Totale                | 3   | 4       | 0      | 7      |

### Medaglie
| Medaglia | Atleta              | Sport                 | Evento                         |
| -------- | ------------------- | --------------------- | ------------------------------ |
| Oro      | François Bonlieu    | Sci alpino            | Slalom gigante maschile        |
| Oro      | Marielle Goitschel  | Sci alpino            | Slalom gigante femminile       |
| Oro      | Christine Goitschel | Sci alpino            | Slalom speciale femminile      |
| Argento  | Alain Calmat        | Pattinaggio di figura | Pattinaggio di figura maschile |
| Argento  | Léo Lacroix         | Sci alpino            | Discesa libera maschile        |
| Argento  | Christine Goitschel | Sci alpino            | Slalom gigante femminile       |
| Argento  | Marielle Goitschel  | Sci alpino            | Slalom speciale femminile      |